# Košarkaški klub Cibona
Il Košarkaški Klub Cibona (conosciuto anche come Cibona Zagreb) è una squadra di pallacanestro con sede a Zagabria.
Compete nella Premijer liga croata e nella ABA Liga, inoltre è un abituale partecipante dell'eurolega. I suoi colori sono il bianco e il blu. Gioca al Dražen Petrović Basketball Hall.
Il Cibona è la squadra più importante della Croazia, fondato nel 1946 ha più volte cambiato denominazione, nato come Sloboda nel tempo ha preso i nomi di SD Zagabria, Vihor, Polet e Lokomotiva, nel 1976 ha assunto il nome attuale.
Quell'anno, quattro industrie alimentari (Kraš, Franck, Badel e Voće) supportarono la nuova squadra che assunse il nome di Cibona proprio in onore degli sponsor: infatti deriva dal latino cibus bonus, cioè cibo buono.

## Roster 2021-2022
Aggiornato al 25 novembre 2021.
|    | Naz.                                                 | Ruolo | Sportivo          | Anno | Alt. | Peso |  |
| -- | ---------------------------------------------------- | ----- | ----------------- | ---- | ---- | ---- |  |
| 1  | Croazia (bandiera)                                   | G     | Vito Vujović      | 2003 | 195  |      |  |
| 3  | Croazia (bandiera)                                   | P     | Krešimir Radovčić | 1997 | 195  | 88   |  |
| 5  | Croazia (bandiera)                                   | C     | Antonio Vranković | 1996 | 213  | 122  |  |
| 7  | Croazia (bandiera)                                   | G     | Jakov Mustapić    | 1994 | 192  | 90   |  |
| 8  | Croazia (bandiera)                                   | C     | Roko Prkačin      | 2002 | 206  | 106  |  |
| 9  | Bosnia ed Erzegovina (bandiera)                      | PG    | Amar Gegić        | 1998 | 200  | 89   |  |
| 12 | Argentina (bandiera)                                 | P     | José Vildoza      | 1996 | 191  | 85   |  |
| 13 | Croazia (bandiera)                                   | G     | Ivan Majcunić     | 1996 | 193  |      |  |
| 19 | Croazia (bandiera)                                   | G     | Lovro Gnjidić     | 2001 | 197  | 86   |  |
| 22 | Croazia (bandiera)                                   | C     | Danko Branković   | 2000 | 215  | 94   |  |
| 23 | Bosnia ed Erzegovina (bandiera) · Croazia (bandiera) | G     | Mateo Drežnjak    | 1999 | 195  | 89   |  |
| 34 | Croazia (bandiera)                                   | C     | Filip Kalajžić    | 2003 | 206  |      |  |
| 35 | Stati Uniti (bandiera)                               | AG    | Nate Reuvers      | 1998 | 211  | 107  |  |
| 99 | Croazia (bandiera)                                   | AP    | Toni Nakić        | 1999 | 202  | 89   |  |

### Staff tecnico
| Allenatore: | Gašper Okorn                   |
| Assistenti: | Bariša Krasić, Damir Meštrović |

## Palmarès

### Competizioni nazionali
- YUBA liga: 3

1981-1982, 1983-1984, 1984-1985
- Campionato croato: 20

1992, 1992-1993, 1993-1994, 1994-1995, 1995-1996, 1996-1997, 1997-1998, 1998-1999, 1999-2000, 2000-2001, 2001-2002, 2003-2004, 2005-2006, 2006-2007, 2008-2009, 2009-2010, 2011-2012, 2012-2013, 2018-2019, 2021-2022
- Coppa di Jugoslavia: 8

1969, 1980, 1981, 1982, 1983, 1985, 1986, 1988
- Coppa di Croazia: 9

1995, 1996, 1999, 2001, 2002, 2009, 2013, 2022, 2023
- Supercoppa croata: 2

2012, 2013

### Competizioni internazionali
- Coppa dei Campioni: 2

1984-85, 1985-86
- Coppa delle Coppe: 2

1981-82, 1986-87
- Coppa Korać: 1

1972
- Lega Adriatica: 1

2013-14

### Competizioni giovanili
- Lega Adriatica U-19: 1

2018-19

## Finali disputate
- Lega Adriatica : 3

2004 vs. FMP Železnik Belgrado
2009 vs. Partizan Belgrado
2010 vs. Partizan Belgrado
- Supercoppa Europea: 1

1986 vs. FC Barcelona
- Coppa Korać: 2

1980 vs. AMG Sebastiani Rieti
1988 vs. Real Madrid